# Козяково-Челны
Козяково-Челны (Казак Чаллысы) — село в Рыбно-Слободском районе Республики Татарстан. Административный центр Козяково-Челнинского сельского поселения.
Расположено в бассейне реки Шумбутка в 21 километре к востоку от посёлка городского типа Рыбная Слобода.

## История
Известно с 1646 года. В дореволюционных источниках упоминается также под названием Нижний Казаклар.
Предположительно название села происходит от «хуҗа» (тат., искаженно — «козя») — господин, барин. Козяково Челны — «господские (барские) — Барские Челны».
По преданию первыми поселенцами были казаки, затем поселились кряшены Семён Иванов и Гаврил Савельев.
В XVIII — 1-й половине XIX века жители относились к категории государственных крестьян. Занимались земледелием, разведением скота, пилкой дров, кожевенным и портняжным промыслами. В начале XX века в Козяково-Челнах функционировали школа Братства святителя Гурия (открыта в 1875 году), кирпичный и маслобойный заводы, крупообдирка, кузница, 1 мануфактурная и 5 мелочных лавок. В этот период земельный надел сельской общины составлял 672 десятин.
До 1920 село входило в Шумбутскую волость Лаишевского уезда Казанской губернии. С 1920 года в составе Лаишевского кантона Татарской АССР. С 1927 года в Рыбно-Слободском районе, с 01.02.1963 в Мамадышском районе. В 1965 году вновь включено в состав Рыбно-Слободского района.

## Население
| 1782      | 1859 | 1897 | 1908 | 1920 | 1926 | 1938 | 1949 | 1958 | 1970 | 1989 | 2002 | 2010 |
| --------- | ---- | ---- | ---- | ---- | ---- | ---- | ---- | ---- | ---- | ---- | ---- | ---- |
| 45 (муж.) | 339  | 673  | 837  | 725  | 729  | 722  | 564  | 451  | 433  | 336  | 292  | 237  |

## Известные личности
- Иванов Валентин Прокофьевич (1911-15.12.1993), участник Великой Отечественной войны. Герой Советского Союза (1943)[4][5].